# Der Prozeß (1948)
Der Prozeß (Alternativtitel: Im Namen der Menschlichkeit) ist ein 1947 entstandener österreichischer Spielfilm von G. W. Pabst mit Ernst Deutsch und Ewald Balser in den Hauptrollen.

## Handlung
Ungarn 1882, nach einer wahren Begebenheit. In einem Bauerndorf verschwindet eines Tages die noch minderjährige Magd Esther spurlos. Niemand weiß, dass sie davongelaufen ist, weil ihre Dienstherrin sie stets schlecht behandelt hat. Rasch kommt das Gerücht auf, die Juden im Dorf seien für ihr Verschwinden verantwortlich und die junge Frau sei möglicherweise Opfer eines Ritualmordes geworden. Denn ein Augenzeuge hat gesehen, dass die fortgelaufene Esther auf ihrem Weg am Haus des Vorstehers der jüdischen Gemeinde, des Tempeldieners Peczely Scharf, Halt machte. Da an diesem Tage Sabbat und damit allen (gläubigen) Juden verboten war, jedwede Arbeit zu verrichten, wurde das 'Christenmädchen' kurz hereingebeten, um einen Leuchter vom Tisch zu nehmen. Seitdem wurde Esther nicht mehr gesehen.
Rasch wird das Gerücht für so manchen überzeugten Antisemiten zur Gewissheit: Esther wurde in einem Akt des rituellen Schächtens ermordet! Bestärkt werden diese aus Vorurteilen geborenen Anwürfe ausgerechnet durch die Aussage des jungen Moritz Scharf, des Sohnes des Tempeldieners, der sich soeben von der jüdischen Gemeinde lossagen will. Dass diese Aussage durch scharfe Verhörmethoden mit Gewalt erzwungen worden sind, interessiert offenbar niemanden. Der von dem antisemitischen Politiker Baron Ónódy eingesetzte, ebenso junge wie ehrgeizige Untersuchungsrichter Bary sieht nunmehr ausreichende Verdachtsmomente, gegen die Juden zu ermitteln. Obwohl keine Spuren für eine Bluttat entdeckt werden können, kommt bald Pogromstimmung auf, selbst dann, als man ein paar Tage später ein Mädchen ertrunken aus dem Teich fischt, bei dem es sich um Esther handeln soll. Das Mädchen hatte sich ertränkt.
Doch diese Fakten interessieren in der aufgeheizten Stimmung kaum noch jemanden. Man versucht sogar, Esthers Mutter einzureden, die im Teich gefundene Tote könne gar nicht ihre Tochter sein, denn man wisse ja längst: die Juden haben sie ermordet! Der Pöbel formiert sich, bald brennt die Synagoge. Der begonnene Prozess nimmt jedoch einen völlig unerwarteten Verlauf, als mit dem vorurteilsfreien, christlich-liberalen Rechtsanwalt Dr. Eötvös ein neuer Verteidiger ins Spiel kommt. Dieser weist nach, dass massive antisemitische Interessen sowie die Beeinflussung von Zeugen, die vorsätzlich falsch aussagten, bislang den Prozessverlauf bestimmt haben, und erwirkt schließlich den Freispruch der Angeklagten.

## Historischer Hintergrund
Der Film bezieht sich auf die Affäre von Tiszaeszlár. Am 1. April 1882 verschwand das vierzehnjährige katholische Bauernmädchen Eszter Solymosi spurlos. Gerüchte, dass sie anlässlich des jüdischen Pessachfestes einem Ritualmord zum Opfer gefallen sei, wurden von den antisemitischen Politikern Géza Ónody und Győző Istóczy gefördert. Anfang Mai 1882 erstattete die Mutter des verschwundenen Mädchens Anzeige. Daraufhin wurde aufgrund der mutmaßlich erzwungenen Aussagen des fünfjährigen und des vierzehnjährigen Sohnes der jüdischen Familie Scharf Anklage erhoben. In der Folgezeit entwickelten Teile der christlichen Bevölkerung, angefacht durch hetzerische Äußerungen glühender Antisemiten, eine regelrecht antijüdische Hysterie. Der Prozess gegen die Beschuldigten endete am 3. August 1883 mit Freispruch.

## Produktionsnotizen
Der Film beruht auf der literarischen Vorlage Prozeß auf Leben und Tod von Rudolf Brunngraber. Er entstand in den Rosenhügel-Filmstudios in Wien mit Außenaufnahmen auf dessen Freigelände.
Der Prozeß erlebte seine Welturaufführung am 5. März 1948 in Zürich (Scala). Wenige Stunden nach der erfolgreichen österreichischen Erstaufführung am 19. März 1948 in Wien starb Gustav Diessl unter tragischen Umständen an einem Schlaganfall: Er „fällt im Film, als einziger, durch die Kugel, wenige Stunden später holt ihn der Tod aus der offenen Szene“. Die deutsche Premiere fand mit Genehmigung der alliierten Militärbehörde im Rahmen einer geschlossenen Filmclubveranstaltung am 3. September 1948 in Hamburg statt. Die offizielle deutsche Erstaufführung war am 22. November 1950 in Berlin (West) im dortigen Marmorhaus.
Produzent J. A. Hübler-Kahla, der den Film mit der eigenen Firma herstellte, war im Dritten Reich aufgrund seiner „halbjüdischen“ Herkunft selbst Opfer des staatlichen Antisemitismus geworden und durfte seit 1936 nicht mehr im Filmgeschäft arbeiten.
Für Ernst Deutsch bedeutete Der Prozeß die erste Filmrolle nach seiner Heimkehr aus dem US-amerikanischen Exil nach Europa. Für Gustav Diessl war Der Prozeß der letzte Film. Der Schauspieler, der seit den 20er Jahren in zahlreichen Pabst-Inszenierungen Hauptrollen übernommen hatte und den mit Pabst seit beider Schauspieldebüt 1921 in dem österreichischen Film Im Banne der Kralle eine lebenslange Freundschaft verband, starb einen Tag nach der österreichischen Erstaufführung von Der Prozeß.
Josef Meinrad wurde hier in seiner dritten Filmrolle ganz gegen seinen gängigen Filmtypus besetzt. Er spielte mit dem Untersuchungsrichter einen juristischen Scharfmacher.
Werner Schlichting entwarf die Filmbauten. Die umfangreichen Malarbeiten, darunter auch die Theißlandschaft, besorgte Hans Zehetner.

## Auszeichnungen
Der Film erhielt eine Reihe von Preisen. Auf den IX. Internationalen Filmfestspielen von Venedig (August/September 1948) erhielt G. W. Pabst die Goldmedaille als bester Regisseur. Ernst Deutsch erhielt ebenfalls eine Goldmedaille als bester männlicher Darsteller.
Das deutsche Bundesland Nordrhein-Westfalen verlieh dem Film das Prädikat „künstlerisch hochstehend“.
Der Prozeß lief auch während der V. Internationalen Filmfestspiele in Karlsbad (Juli 1950).

## Kritiken
Das Lexikon des Internationalen Films schrieb: „Bis auf die zu starke Karikierung der wildesten Judenhasser ein sehr eindrucksvoller Film.“
Das große Personenlexikon des Films nannte den Film schlicht einen „philosemitische[n] Streifen“.
In Reclams Filmführer sieht in Der Prozeß und ähnlich gelagerten österreichischen Filmen der frühen Nachkriegszeit „achtbare Versuche, Zeitprobleme aufzuarbeiten“.
Buchers Enzyklopädie des Films nannte Der Prozeß einen „den Antisemitismus brandmarkenden Film“ und ordnete ihn im Übrigen in die „Welle von Vergangenheitsbewältigungsfilmen“ ein, die Österreich „in getreuem Epigonentum“ zum deutschen Nachkriegsfilm erfasst habe.